# Geel nestzwammetje
Het geel nestzwammetje (Crucibulum crucibuliforme) is een schimmel behorend tot de familie Nidulariaceae. Het leeft saprofiet op hout en komt voor in parken en plantsoenen. Het groeit in groepjes op takken, twijgen en spaanders van loof- en naaldbomen. 

## Kenmerken
Vruchtlichaam
Het vruchtlichaam is beker- of tonvormig, 8 tot 10 mm hoog en iets minder breed. De binnenzijde is glad, eerst bleekgeel van kleur en wordt later bruin. De buitenzijde is vezelig, oranje-bruin. In jonge toestand is het bekertje gesloten met een bleek viltig dekseltje met goudgele schubjes. Als dit vergaat worden de grijzig-gele schijf- of lensvormige sporenkapsels (peridiolen) zichtbaar, die met een draadje aan de bekerwand vastzitten. Na rijping kunnen ze door regendruppels naar buiten worden geslingerd.
Sporen
De sporen zijn ellipsoïde, glad en meten 8-12 × 4-6 µm.

## Verspreiding
Het geel nestzwammetje komt voor in Europa, Noord-Amerika en Rusland. In Nederland komt het geel nestzwammetje algemeen voor.